# 階上町立登切小学校
階上町立登切小学校（はしかみちょうりつ のぼきりしょうがっこう）は、青森県三戸郡階上町にあった公立小学校。閉校時点の児童数は4名。

## 沿革
- 1874年（明治7年）1月1日 - 登切小学として、西光寺（晴山沢字根岸）の本堂に開校。
- 1876年（明治9年）5月 - 「晴山沢田代聯合公立小学校」に改称[1]。
- 1878年（明治11年）8月 - 晴山沢字根岸に校舎を落成（22坪）。「晴山沢田代平内聯合公立小学校」に改称[1]。
- 1887年（明治20年）1月 - 「晴山沢簡易小学校」に改称[1]。
- 1892年（明治25年） - 「晴山沢尋常小学校」に改称[1]。
- 1903年（明治36年）5月 - 晴山沢字根岸に校舎を増築（36坪）。
- 1905年（明治38年） - 校舎を増築（45坪）。
- 1908年（明治41年）10月 - 晴山沢字妻の神に移転[1]。
- 1915年（大正4年） - 晴山沢平内分校を開設。
- 1921年（大正10年）12月 - 平内字岳道3番地に移転。「登切小学校」に改称[1]。
- 1925年（大正14年）4月 - 高等科を併設し、「登切尋常高等小学校」に改称[1]。4学級編成となる（高等科生徒男子1名のみ）。
- 1938年（昭和13年）
  - 3月 - 新校舎を落成。
  - 4月7日 - 新校舎に移転。
- 1941年（昭和16年）4月1日 - 国民学校令施行に伴い、「登切国民学校」に改称[1]。
- 1944年（昭和19年）
  - 5月5日 - 物置小屋から出火し、校舎が全焼。
  - 5月10日 - 民家の作業場を借用し、授業開始（初等科1・2学年と高等科1・2学年は登切分教室、初等科3・4学年は平内分教室、初等科5・6学年は晴山沢分教室）。
- 1946年（昭和21年）1月16日 - 新校舎を落成。
- 1947年（昭和22年）4月1日 - 学校教育法施行に伴い、「階上村立登切小学校」に改称（3学期）。同日、後援会改め登切小学校父母と教師の会を発足。
- 1950年（昭和25年）4月1日 - 階上村立階上中学校登切分校を併設[1]。
- 1954年（昭和29年）
  - 4月1日 - 併設校の階上中学校登切分校が、登切中学校として独立。
  - 12月1日 - 創立80周年記念式典を挙行し、校歌（作詞：北野弘志、漆畑敏克）と校章を制定[1]。
- 1955年（昭和30年）12月27日 - 講堂兼体育館を落成。
- 1957年（昭和32年）1月1日 - 校舎を増築（415坪）。
- 1964年（昭和39年）6月 - 階上村内初の給食を開始[1]。
- 1967年（昭和42年）5月18日 - 現在地に新校庭を造成。
- 1968年（昭和43年）5月16日 - 十勝沖地震により、若干の被害が発生した。
- 1970年（昭和45年）8月25日 - 給食室・学校風呂及び専用水道が完成。
- 1971年（昭和46年）2月8日 - 学校風呂の使用開始。
- 1973年（昭和48年）2月 - 給食が、給食センター提供に移行[1]。
- 1974年（昭和49年）4月 - 創立100周年記念として記念碑を設置[1]。
- 1977年（昭和52年）
  - 4月 - 子ども鶏舞の活動開始[1]。
  - 10月22日 - 借用地の校地4220坪を買収。
- 1980年（昭和55年）5月1日 - 町制施行に伴い、「階上町立登切小学校」に改称[1]。
- 1986年（昭和61年）11月 - 登切緑の少年団を結成[1]。
- 1996年（平成8年）2月 - 校舎新築および創立120周年式典を挙行[1][2]。
- 2010年（平成22年）
  - 2月28日 - 閉校式と惜別の会を挙行[1]。
  - 3月31日 - 階上町立赤保内小学校への統合に伴い、閉校[3]。
- 2012年（平成24年） - 施設を利活用した「階上町わっせ交流センター」が開業[3][4]。

## 進学先の中学校
- 階上村立階上中学校登切分校（階上村大字平内、現：階上町大字平内） - 1950年度から1953年度
- 階上村立登切中学校（階上村大字平内、現：階上町大字平内） - 1954年度から1971年度
- 階上町立階上中学校（階上町大字赤保内） - 1972年度以降

## アクセス
- JR八戸線階上駅から、車で約15分。

## 周辺
- 青森県道42号名川階上線